# 19th Nervous Breakdown
19th Nervous Breakdown är en låt av gruppen The Rolling Stones 1966. Den är skriven av Mick Jagger och Keith Richards under deras turné i USA 1965. Låten skrevs om Jaggers dåvarande flickvän Chrissie Shrimpton. Den handlar om en svår, bortskämd flicka som inte kan uppskatta livet. Den var en av de tre låtar som bandet körde i Ed Sullivan Show 1966. De andra två låtarna var "(I Can't Get No) Satisfaction" och "As Tears Go By". Den släpptes som singel i Storbritannien den 4 februari 1966 och i USA den 12 februari 1966. Låten nådde andraplatsen på topplistorna i både Storbritannien och USA.

## Listplaceringar
| Lista (1966)   | Position              |
| -------------- | --------------------- |
| Finland        | 5                     |
| Irland         | 2                     |
| Kanada         | 9                     |
| Nederländerna  | 2                     |
| Norge          | 2                     |
| Nya Zeeland    | 2                     |
| Storbritannien | 2                     |
| Sverige        | 5 (Kvällstoppen)      |
| Sverige        | 4 (Tio i topp)        |
| USA            | 2 (Billboard Hot 100) |
| Västtyskland   | 1                     |